# Halvdan Svarte

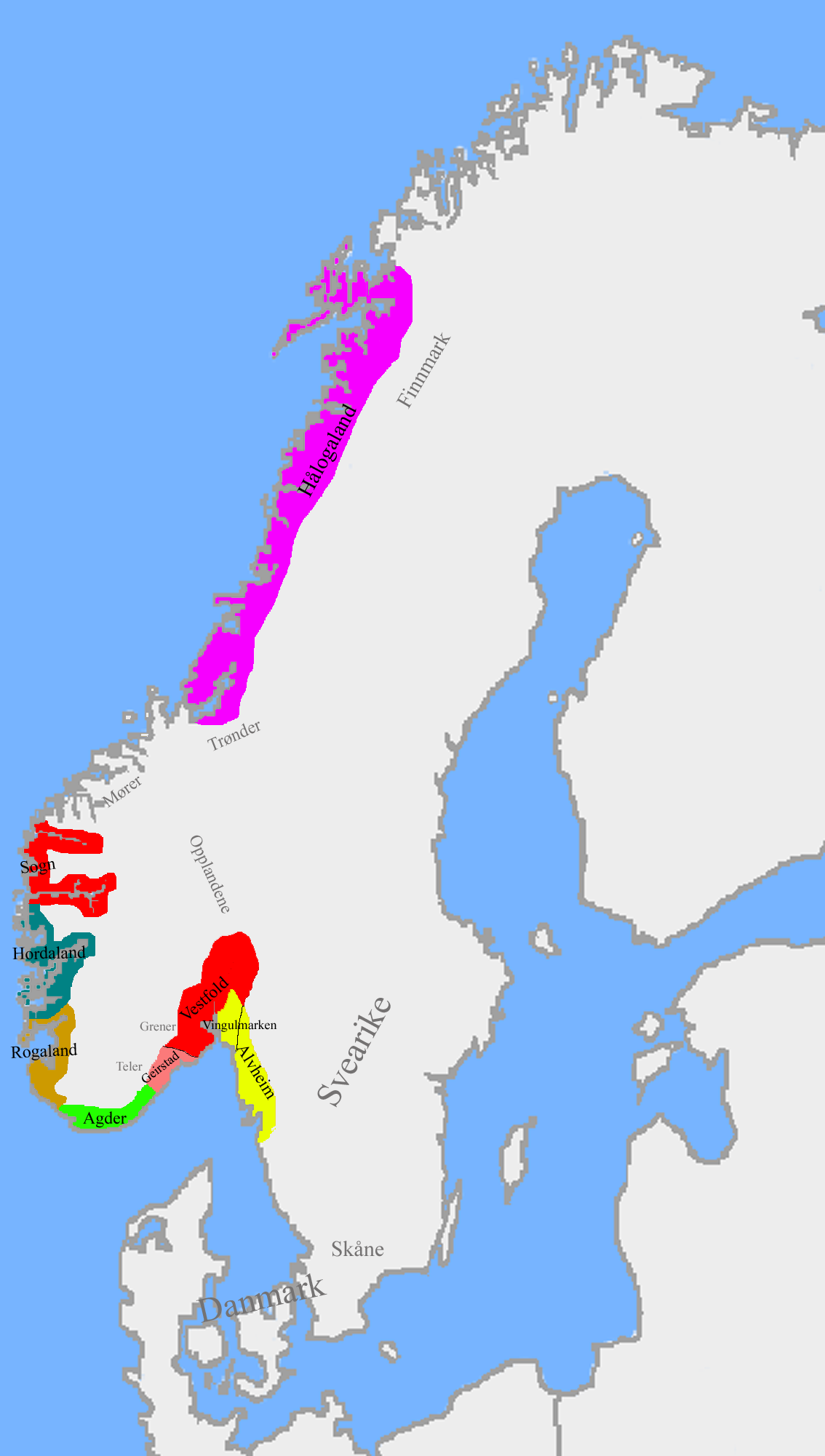
Karte der Kleinkönigreiche in Norwegen zur Zeit Halfdans. Sein Herrschaftsbereich ist rot markiert.

Hálvdan svarte (Halvdan der Schwarze, nach seinem dunklen Haar; Vater von Harald Hårfagre) (* ungefähr 810; † ungefähr 860) war der Sohn des Ynglinge-Königs Guðrøðr veiðikonungr (Jagdkönig) und von dessen zweiter Frau Åsa, Tochter des Königs von Agdir, Haraldr hinn granrauði.

## Halvdans Familie
Nach Snorri Sturlusons Heimskringla weigerte sich der südnorwegische Kleinkönig Guðrøðr seine Tochter zur Frau zu geben. Darauf fuhr dieser mit seinem Heer nach Süden. In der Schlacht fiel Haraldr mit seinem Sohn. Ása wurde als Frau des Ynglings fortgeführt. Als ihr Sohn Hálvdan ein Jahr alt war, soll sie ihren Mann aus Vaterrache haben ermorden lassen. Mit ihrem Sohn zog sie nach Agdir, wo er aufwuchs.

## Sein Leben
Mit 18 Jahren übernahm er die Herrschaft Agdirs, kurz darauf soll er sich mit seinem Halbbruder Óláfr Geirstaðaálfr die Macht über das norwegische Ynglinge-Reich geteilt haben. Hálvdan erhielt den Süden mit Agdir, Óláfr den Osten um Vestfold. Nach dem Tode seines Halbbruders gewann Hálvdan als König die Macht. Er unternahm mehrere Kriegszüge gegen die Kleinkönige von Vingulmörk, Raumaríki, Heiðmörk, Gudbrandsdal, Toten und Hadaland. Zudem erhob er erfolgreich Ansprüche auf die Heimat seiner verstorbenen ersten Frau, das west-norwegische Sogn. Somit beherrschte er den Osten und Süden des Landes und Teile des Westens. Seine zweite Frau Ragnhildr war die Tochter des Königs von Ringerike. Mit ihr hatte er den Sohn Harald, der dann Haraldr hárfagri (Harald Schönhaar) genannt wurde.

## Sein Tod
Von Hálvdans Tod erzählt Snorri Sturluson, er habe auf einer Rückreise aus Hadaland im Frühjahr den zugefrorenen Rönd (Randsfjord) überquert. Dabei sei er mit seinem Gefolge eingebrochen und ums Leben gekommen – im Alter von 50 Jahren. Weil man mit seiner Herrschaft Fruchtbarkeit verbunden habe, habe man den Leichnam geteilt und diese Teile in mehreren Grabhügeln beigesetzt: in Raumariki, Vestfold, Heiðmörk, seinen Kopf zu Steinn in Hringariki. Snorri schildert damit einen Grabbrauch, der mehr an seine zeitgenössische christliche Reliquienverehrung erinnert, als dass er einer heidnischen Sitte des 9. Jahrhunderts entsprochen haben dürfte. Dies gilt umso mehr, als z. B. Sæmundur Froði schreibt, dass Halvdan in Ringerike ein Hügelgrab bekam. Davon konnte Snorri nicht abweichen; deshalb bleibt es bei der Fagrskinna immerhin dabei, dass er wenigstens teilweise dort begraben worden sei. Snorri schließt sich dieser jüngeren Version an und erfindet auch eine Erklärung dafür, dass nämlich die vier Regionen den König für sich hätten haben wollen, so dass die Teilung die Lösung dieses Streites dargestellt habe.

## Halvdan in der Literatur
Von der Herrschaft des Königs Hálvdan erzählen in der hochmittelalterlichen isländischen Sagaliteratur die Heimskringla des Snorri Sturluson, Ágrip, Fagrskinna und der Hálfdanar Þáttr svarta, der allerdings sagenhaft fabuliert. Die Heimskringla ist dabei die Hauptquelle. Sie widmet dem König als erstem Einzelherrscher eine eigene kleine Saga, die Hálfdanar saga svarta. Ihr voraus geht die mythisch-vorhistorische Ynglinga saga. Mit der Haralds saga hárfagra folgt ihr ein längerer Text um den historisch verbürgten norwegischen Reichseiniger.
Hálvdan lässt sich historisch noch genauer fassen. Nach der Heimskringla war seine zweite Frau Ragnhildr eine Enkelin des dänischen Königs Harald Klak, den die fränkischen Reichsannalen erwähnen und der wenige Jahre nach 840 gestorben sein dürfte. Als Schwester ihrer Mutter wird die dänische Königin Thyra Danabot genannt, die Frau des Königs Gormr hinn gamli (Gorm der Alte) und Mutter des späteren Königs Haraldr blátönn (Harald Blauzahn) von Dänemark. Zählt man hinzu, dass man in der 1. Hälfte des 9. Jahrhunderts im Schiffsgrab von Oseberg beigesetzten Fürstin Hálvdans Mutter Åsa glaubt erkennen zu können, ergibt sich für den Vorgänger Harald Schönhaars eine relativ zuverlässige chronologische Einordnung um die Mitte des 9. Jahrhunderts. Nach 860 dürfte er gestorben sein. Die Bemerkung des Skálda-tals, der Skalde Guttormr sindri habe auch eine Drápa auf Hálvdan verfasst, die allerdings nicht erhalten ist, ergänzt die historischen Konturen dieses norwegischen Königs aus dem Ynglinge-Geschlecht.